# Smenospongia dysodes
Smenospongia dysodes är en svampdjursart som först beskrevs av de Laubenfels 1954.  Smenospongia dysodes ingår i släktet Smenospongia och familjen Thorectidae. Inga underarter finns listade i Catalogue of Life.